# 桂林路駅
座標: 北緯31度10分36秒 東経121度24分44秒 / 北緯31.17667度 東経121.41222度
桂林路駅（けいりんろ-えき）は、中華人民共和国上海市徐匯区に位置する上海地下鉄9号線ならびに15号線の駅である。

## 駅構造
9号線は相対式・島式ホーム2面3線を有する地下駅。開業当初からホームドア設置。

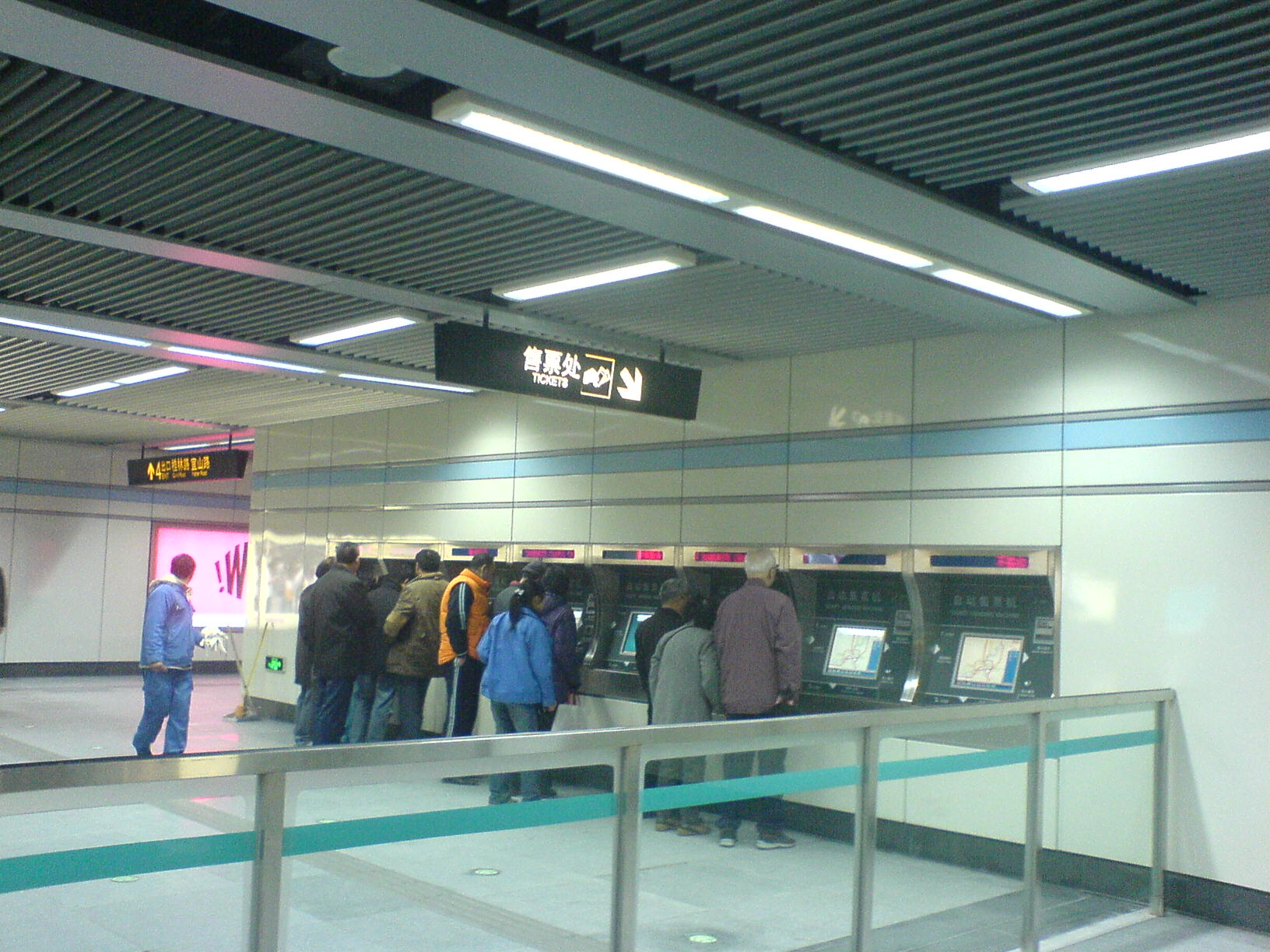
切符売り場
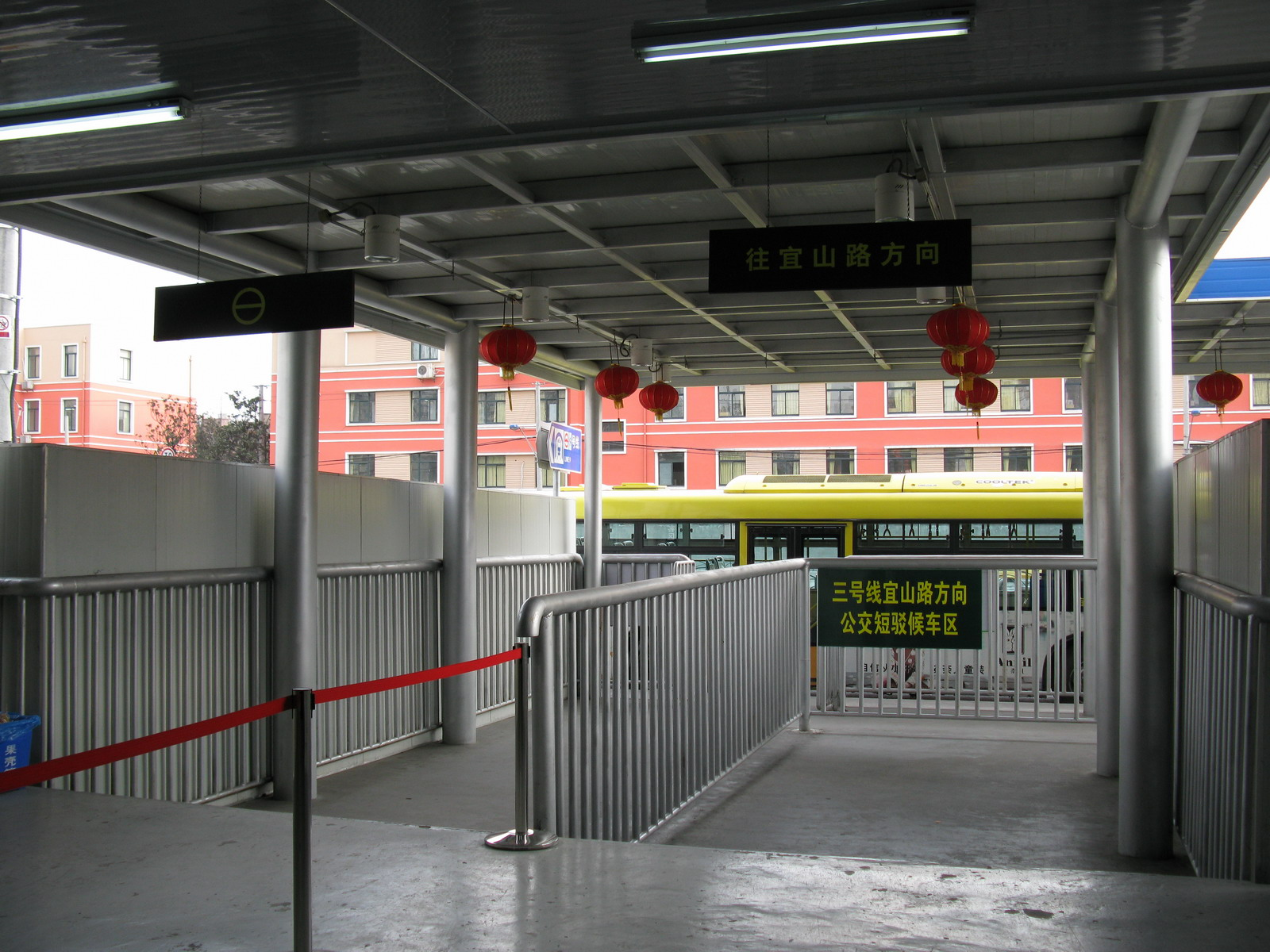
代行バスのりば(廃止)

## 歴史
- 2007年12月29日 - 当時終着駅として開業。桂林路～宜山路間が未開通のため、その区間を走行する代行バスが運転開始。
- 2008年12月28日 - 桂林路～宜山路間が開通し、途中駅となる。同時に代行バス廃止。
- 2021年1月23日 - 15号線が当駅を除き全線開業。
- 2021年6月27日 - 15号線の当駅が5箇月遅れて開業し、全駅が開業。

## 隣の駅
上海軌道交通
 9号線
漕河涇開発区駅 - 桂林路駅 - 宜山路駅
 15号線
呉中路駅 - 桂林路駅 - 桂林公園駅